# Parabolă
O parabolă este o curbă plană, din familia conicelor, ce poate fi definită, în mod echivalent, ca:
- loc geometric al punctelor dintr-un plan situate la egală distanță de un punct fix, numit focar, și de o dreaptă fixă;
- mulțime a punctelor din plan ale căror coordonate {\displaystyle (x,y)} sunt soluțiile unei ecuații de forma {\displaystyle ax^{2}+bxy+cy^{2}+dx+ey+f=0} cu proprietățile:
  - {\displaystyle b^{2}=4ac}
  - cel puțin unul dintre coeficienții a și c este nenul
  - ecuația admite cel puțin două soluții distincte;
- intersecția dintre un con și un plan, dacă una singură dintre generatoarele conului este paralelă cu planul, iar celelalte îl intersectează.

Orice parabolă are o axă de simetrie, numită axa parabolei. Intersecția axei de simetrie cu parabola se numește vârful parabolei. Parabola este reprezentarea geometrică a funcției de gradul al II-lea într-un sistem de axe perpendiculare. Intersecția unei parabole cu o dreaptă reprezentată în același sistem de axe reprezintă soluția unui sistem de ecuații liniar-pătratic. 